# Ángel E. Cox
Angel E. Cox fue un político peruano. 
Fue elegido senador suplente por el departamento del Cusco en 1903 durante los mandatos de los presidentes Eduardo López de Romaña y Manuel Candamo durante la República Aristocrática.